# Hipposideros sorenseni
Hipposideros sorenseni és una espècie de ratpenat de la família dels hiposidèrids. És endèmic del centre-oest de Java (Indonèsia), on viu a altituds de fins a 1.000 msnm. El seu hàbitat natural són les coves situades a arrossars i plantacions. Pot ser que estigui amenaçat per la mineria il·legal de pedra calcària. L'espècie fou anomenada en honor del metge Kurt Sorensen.